# Ancient UNIX
Ancient UNIXとは、主としてResearch Unixのバージョン7以前を中心として、1980年前後までにリリースされたUnixのことである。Research Unixの他、System III以前のUNIX/32Vなどを含めて言う。（2015年8月現在英語版で要出典となっているが、参考として）SCOがUNIX System IIIより前にリリースされたUNIXを指すものとして使った言葉ともされる。
ライセンス関係については、Lions Book(Version 6 Unix参照)が出版された後、それ以前のバージョンのコードベースをリリースすることは問題ないと考えられた。SCOはまず制限された教育機関向けのライセンスでコードをリリースし、2002年1月に4条項BSDライセンスでリリースした。これまでコードが広く使われるには至っていないが、エミュレータ上で使うことは可能で、Version 5 UnixはPDP-11エミュレータをかませることでゲームボーイアドバンス上に移植されたことがある。
古いUNIXのコードベースがオープンソース化することの影響の例を挙げる。BSDのviエディタは、Ancient UNIXに属する ed というエディタのコードに基づいている。従って、本来の vi は自由に配布することができず、様々な互換エディタ(vimなど)が開発された。しかし、本来の vi が含む ed のコードはオープンソース化されたので、現在はオリジナルの vi を最近のUnix系システムで全く問題なく使用できる。